# Heinz Gähler
Heinz Urs Gähler (* 23. März 1952) ist ein ehemaliger Schweizer Skilangläufer.

## Werdegang
Gähler, der für den SC Herisau, den SC Davos und das Grenzwachtkorps startete, trat national erstmals bei den Schweizer Juniorenmeisterschaften 1972 in Davos in Erscheinung. Dort wurde er Juniorenmeister über 9 km. Im folgenden Jahr gewann er bei den Schweizer Meisterschaften Bronze über 15 km und errang zudem den vierten Platz über 30 km. In der Saison 1973/74 holte er bei den Schweizer Meisterschaften 1974 über 30 km und mit der Staffel von SC Herisau jeweils die Bronzemedaille und belegte bei den nordischen Skiweltmeisterschaften 1974 in Falun den 30. Platz über 15 km. In der Saison 1975/76 wurde er bei den Schweizer Meisterschaften 1976 über 50 km erstmals Schweizer Meister. Zudem holte er Bronze über 15 km und Silber über 30 km. Beim Saisonhöhepunkt, den Olympischen Winterspielen 1976 in Innsbruck, lief er auf den 20. Platz über 50 km und zusammen mit Franz Renggli, Edi Hauser und Alfred Kälin auf den fünften Platz in der Staffel. Im folgenden Jahr siegte er bei den Schweizer Meisterschaften in Einsiedeln über 15 km und 30 km und errang zudem den dritten Platz über 50 km. Im Februar 1977 kam er in Le Brassus mit der Schweizer Staffel auf den zweiten Platz. Im Jahr 1978 ging er zur Grenzwacht-Rekrutenschule und nahm daher weder an den Schweizer Meisterschaften noch an den nordischen Skiweltmeisterschaften in Lahti teil. Bei den Schweizer Meisterschaften 1979 gewann er die Bronzemedaille mit der Staffel des Grenzwachtkorps. In der Saison 1979/80 belegte er bei den Schweizer Meisterschaften 1980 in Lenk den siebten Platz über 30 km, den sechsten Rang über 15 km und den fünften Platz über 50 km. Beim Saisonhöhepunkt, den Olympischen Winterspielen 1980 in Lake Placid, lief er auf den 29. Platz über 30 km und auf den 14. Rang über 50 km. Im Jahr 1981 wurde er Fünfter über 50 km bei den Lahti Ski Games und holte Bronze über 50 km bei den Schweizer Meisterschaften. In seiner letzten aktiven Saison 1981/82 gewann er bei den Schweizer Meisterschaften 1982 nochmals die Bronzemedaille mit der Staffel des Grenzwachtkorps.

## Teilnahmen an Weltmeisterschaften und Olympischen Winterspielen

### Olympische Winterspiele
- 1976 Innsbruck: 5. Platz Staffel, 20. Platz 50 km
- 1980 Lake Placid: 14. Platz 50 km, 29. Platz 30 km

### Nordische Skiweltmeisterschaften
- 1974 Falun: 30. Platz 15 km